# El renegado (película)
El renegado (en francés, Le Défroqué) es una película dramática francesa de 1954 dirigida por Léo Joannon. En el Festival de Berlín de 1954 ganó el Oso de Bronce.

## Argumento
Prisionero de Oflag XIII en 1945, el sacerdote apóstata Maurice Morand se ve obligado a revelar su secreto a sus compañeros de prisión dande la extrema unción en el capellán del campamento. Entre estos presos, Gérard Lacassagne, influido por su encuentro con Morand, decide dedicar su vida a la Iglesia.
Después de su liberación, a pesar de la desaprobación de su familia y de su antigua prometida, Lacassagne perseveró, ayudado por su superior del seminario, un antiguo compañero de clase de Maurici Morand, y la madre de este último. Morand, restablecido como profesor en la Sorbona, publica un libro que ataca la religión frontalmente y su amistad con el futuro seminarista es incómoda por este último. Asimismo, el joven se plantea el objetivo de llevar Morand por el camino correcto, y multiplica los intentos de convencerlo.
Después de su ordenación, Lacassagne hizo una última visita a Morand, acompañada de la oración de todos sus parientes. Los dos hombres discuten, el antiguo sacerdote golpea a su amigo y vuelve a abrir una vieja herida, causando su muerte. A punt de expirar, Lacassagne da la absolución a Morand, arrepentido y así recupera la fe, pero también tiene que asumir el asesinato de su amigo ante la justicia de los hombres.

## Reparto
- Pierre Fresnay - Maurice Morand
- Pierre Trabaud - Gérard Lacassagne
- Nicole Stéphane - Catherine Grandpré
- Marcelle Géniat - Mme. Morand
- Jacques Fabbri - L'ordonnance
- Abel Jacquin - Le père supérieur
- Georges Lannes - Le colonel
- Renaud Mary - L'antiquaire
- Guy Decomble - Le père Mascle
- René Havard - Un officier
- Christian Lude - Le chanoine Jusseaume
- Léo Joannon - Le chanoine Jousseaume
- Olivier Darrieux - Edoard
- Sylvie Février - La soeur de Gérard
- René Blancard - M. Lacassagne